# Sumpmygga
Sumpmygga (Coquillettidia richiardii), är en tvåvingeart som först beskrevs av Ficalbi 1889.  Coquillettidia richiardii ingår i släktet Coquillettidia och familjen stickmyggor. Arten är reproducerande i Sverige. Inga underarter finns listade i Catalogue of Life.